# Février 1870

## Événements
- 14 février - 27 avril : Revolución de Abril au Venezuela. Le président du parti de restauration Antonio Guzmán Blanco (1829-1899) s’empare du gouvernement au Venezuela, grâce à l’appui des libéraux dirigés par l’aristocratie de Caracas. Soutenu par le monde paysan pour s’être publiquement prononcé contre l’oligarchie, il finira par gouverner en faveur de l’oligarchie pendant dix-neuf ans de dictature (fin en 1888).

## Naissances
- 4 février : Raoul Warocqué, capitaliste belge († 28 mai 1917).
- 7 février : Alfred Adler, né à Vienne, psychologue et médecin autrichien († 1937).
- 13 février : Leopold Godowsky, pianiste polonais naturalisé américain († 21 novembre 1938).
- 24 février : Jules Saliège, cardinal français, archevêque de Toulouse († 4 novembre 1956).

## Décès
- 1er février : Auguste Regnaud de Saint-Jean d'Angély (79 ans), maréchal de France et vice-président du Sénat, depuis 1851.
- 4 février : Pierre-Marie-Théodore Choumara officier du Génie français (° 11 février 1787).
- 6 février : William MacBean George Colebrooke, lieutenant-gouverneur du Nouveau-Brunswick.
- 25 février : Louis-Jacques-Maurice de Bonald, archevêque de Lyon.